# Ирены
Ирены (лат. Irena) — род воробьиных птиц, единственный в семействе иреновых (Irenidae).

## Описание
Являются птицами средней величины, обитающими на деревьях. Оперение одних ирен окрашено в чёрный и блестяще сиреневый цвет, других в жёлтый и салатовый. Расцветка оперения самок, как правило, менее яркая и более зеленоватая, а их зрачки глубоко красные. Гнёзда ирен состоят из плоской подстилки, сплетённой из веток и находящейся в развилке двух толстых суков. За один раз ирены откладывают от двух до трёх яиц оливкового цвета с коричневыми пятнами.

## Классификация
Международный союз орнитологов относит к роду 2 вида:

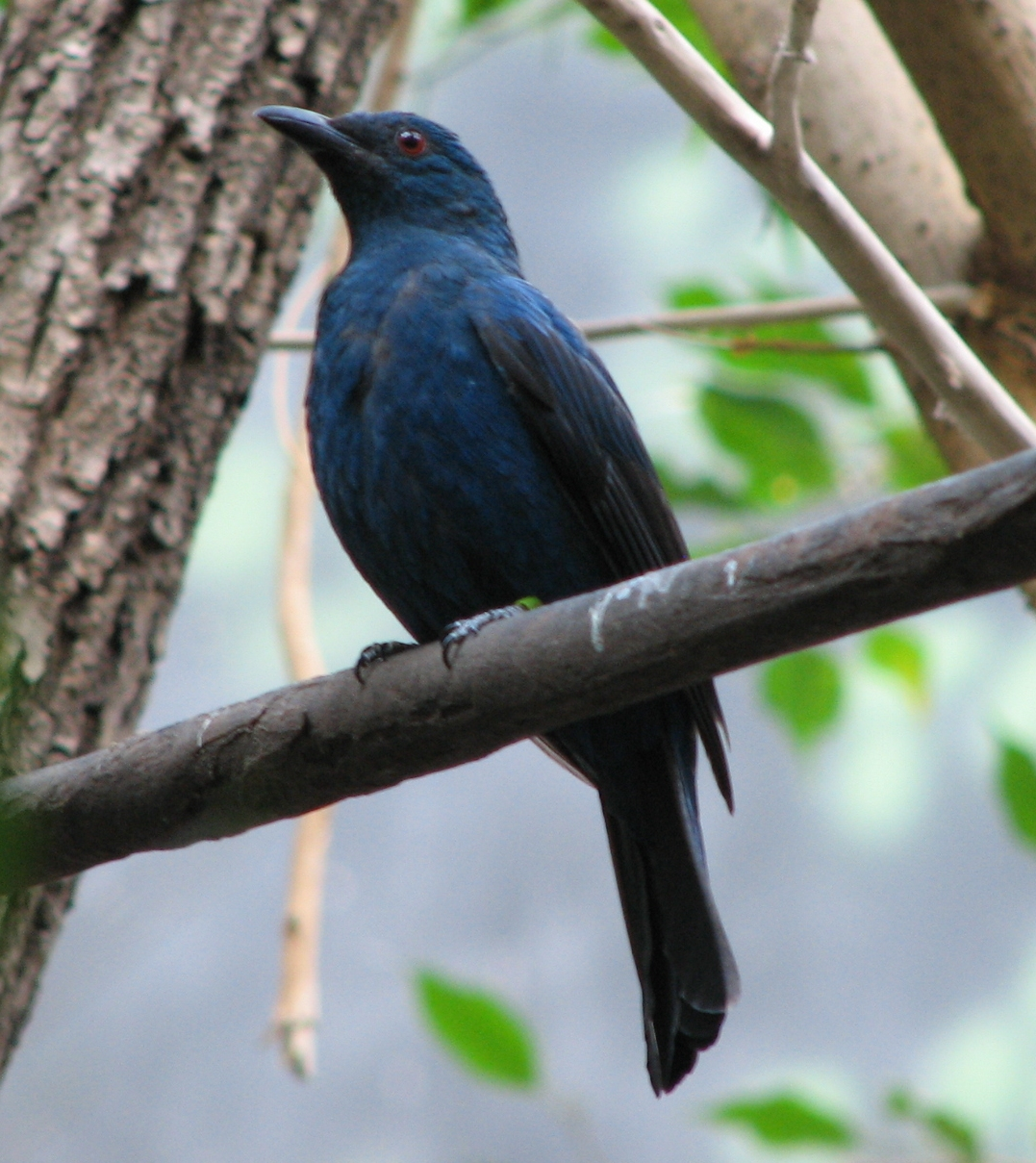
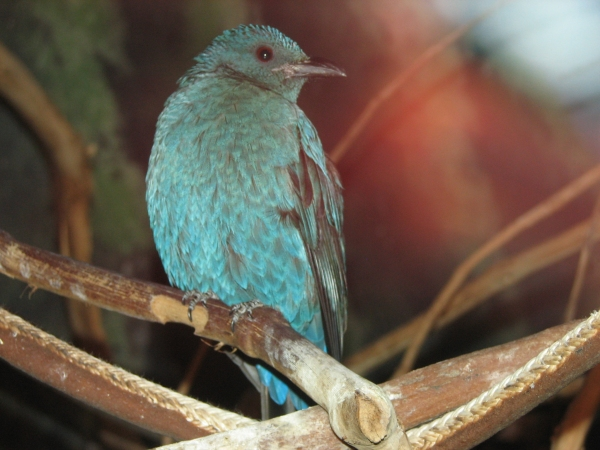
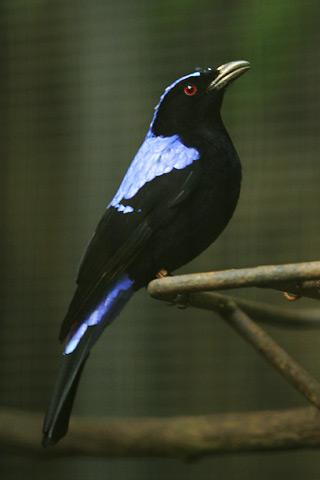

- Irena cyanogastra Vigors, 1831 — Кобальтовая ирена[1]
- Irena puella (Latham, 1790) — Голубая ирена
- Irena tweeddalii Sharpe, 1877